# Elfyn Llwyd

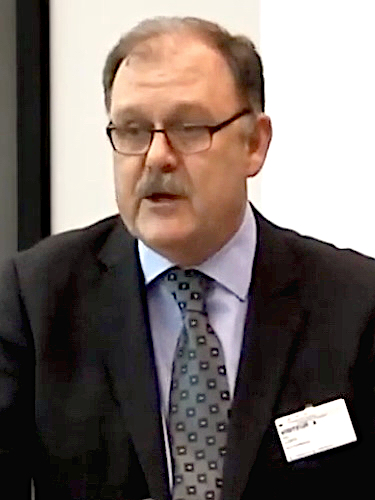
Elfyn Llwyd, 2014

Elfyn Llwyd (* 26. September 1951 in Betws-y-Coed) ist ein walisischer Politiker (Plaid Cymru). Als Abgeordneter im House of Commons des Britischen Parlaments repräsentierte er von 1992 bis 2010 den Wahlbezirk Meirionnydd Nant Conwy, seit 2010 den neu geschaffenen Wahlbezirk Dwyfor Meirionnydd. Bei der Parlamentswahl 2015 trat Llwyd nicht mehr an, seine Nachfolgerin wurde Liz Saville-Roberts, die ebenfalls für Plaid Cymru angetreten war. Llwyd war Fraktionsvorsitzender von Plaid Cymru.
Llwyd wurde in Betws-y-Coed (Gwynedd) geboren und wuchs in Llanrwst auf. Er besuchte die University of Wales in Aberystwyth und das Chester Law College.
Llwyd war vor seiner Wahl in das Parlament als Barrister tätig. Zwischen 1990 und 1991 war Llwyd Präsident der Gwynedd Law Society. Zu seinen hauptsächlichen politischen Interessen gehören Innenpolitik, Verkehrswesen und Landwirtschaft. Als größten Einfluss auf sein politisches Denken nennt Llwyd Saunders Lewis.

## Kampagne zur Amtsenthebung von Blair
Im August 2004 schloss sich Llwyd der Kampagne von Adam Price an, die ein Amtsenthebungsverfahren (Impeachment) für den damaligen Premierminister des Vereinigten Königreichs, Tony Blair, anstrebte. Der Grund dafür war der Vorwurf der Irreführung des Parlaments und ein angebliches Geheimabkommen mit dem Präsidenten der Vereinigten Staaten, George W. Bush, zum Sturz von Saddam Hussein, neben anderen Vorwürfen. Llwyd und Alex Salmond von der Scottish National Party waren Mitautoren des Vorstoßes. In einem Fragebogen des Guardian erklärte Llwyd, dass er seine führende Rolle in der Debatte über die Ungesetzlichkeit des Angriffs auf den Irak für seinen „stolzesten Moment“ halte. Der Vorstoß für ein Impeachment wurde im Parlament nicht behandelt, da er von den Mitgliedern der großen Parteien nicht unterzeichnet wurde; trotzdem wollten Llwyd, Price und andere die Kampagne fortsetzen. Mit dem Rücktritt von Blair am 27. Juni 2007 verlor sie jedoch ihre Bedeutung.

## Kontroverse um die Wahlen in die National Assembly for Wales 2007
Im Anschluss an die Wahlen für die National Assembly for Wales 2007 erklärte ein Komitee für Standards und Privilegien des Parlaments, dass die Plaid-Cymru-Parlamentsmitglieder Llwyd, Adam Price und Hywel Williams während der Wahlen unangebrachte Werbung betrieben hätten.
Geldmittel des Parlaments sind für Parlamentsmitglieder verfügbar, um regelmäßig mit ihren Wählern zu kommunizieren. Das Komitee kam jedoch zum Schluss, dass die drei Parlamentarier diese Mittel unangebracht als Teil der Kampagne von Plaid Cymru während der Wahlen verwendeten, da die Anzeigen in Publikationen veröffentlicht wurden, die außerhalb ihrer jeweiligen Bezirke erhältlich waren.
Obschon das Komitee einräumte, dass von den drei Parlamentariern in Bezug auf den Zeitraum keine Regeln des House of Commons klar gebrochen wurden, war es der Ansicht, dass die Werbung absichtlich gleichzeitig mit den Wahlen in die Assembly stattfand.
Llwyd erklärte, dass sie den Beschlüssen des Komitees entsprechen würden, jedoch in gutem Glauben gehandelt hätten, entsprechend den Ratschlägen des Department of Finance and Administration. Die drei mussten das Geld zurückzahlen, jeweils etwa 5000 Pfund Sterling, und die Kosten als Teil der Wahlausgaben von Plaid Cymru angeben.